# Psałterz kopenhaski
Psałterz kopenhaski – XII-wieczny iluminowany psałterz. Manuskrypt ma wymiary 28,6×19,8 cm i liczy 199 kart. Obecnie znajduje się w zbiorach Det Kongelige Bibliotek w Kopenhadze (sygnatura Thott 143 2º).
Księga powstała w Anglii, przypuszczalnie w skryptorium w Lincoln. Poza właściwym tekstem psałterza zawiera także kalendarz liturgiczny i litanię. Ponieważ nie ma w nich wspomnienia Tomasza Becketa, kanonizowanego w 1173 roku, przypuszcza się, iż rękopis został wykonany przed tą datą. Manuskrypt ozdabia cykl miniatur ukazujących kolejne sceny z życia Jezusa oraz 166 ozdobnych inicjałów. Analiza formalna wskazuje, iż nad warstwą ilustracyjną pracowało pięciu lub sześciu różnych iluminatorów.
Badacze przypuszczają, że księga została zamówiona przez arcybiskupa Lund Eskila podczas jego pobytu na wygnaniu we Francji w latach 60. XII wieku, a następnie wręczona królowi duńskiemu Kanutowi VI z okazji jego koronacji, która odbyła się 25 czerwca 1170 roku. Hipotezę tę może potwierdzać fakt, iż tekst Modlitwy Pańskiej został poprzedzony alfabetem, co wskazuje iż małoletni władca uczył się na psałterzu sztuki czytania.